# Shahrestān-e Herīs
Shahrestān-e Herīs (persiska: شهرستان هريس, هريس) är en delprovins (shahrestan) i Iran.   Den ligger i provinsen Östazarbaijan, i den nordvästra delen av landet, 500 km nordväst om huvudstaden Teheran.
Delprovinsen hade 69 093 invånare 2016.